# Айвазов Юрій Миколайович
Ю́рій Микола́йович Айва́зов (нар. 21 серпня 1934 — пом. 1 липня 2012) — радянський та український гірничий інженер, визначний спеціаліст в галузі тунелебудування; доктор технічних наук, професор. Область наукових інтересів — прикладні проблеми механіки підземних споруд.

## Освіта
Отримав освіту за спеціальностями:
- «Будівельні конструкції, будівлі та споруди» (05.23.01).[3]
- «Будівництво шахт та підземних споруд» (05.15.04).[4]

## Посади
- Головний науковий консультант ВАТ «УкрНДІпроектстальконструкція ім. Шимановського».[3]
- Викладач кафедри «Мости і тунелі» у Національному транспортному університеті.[2]

## Державні нагороди
У 2012 році удостоєний Державної премії України в галузі науки і техніки — «за розробку та впровадження нових ресурсозберігаючих і техногенно безпечних технологій будівництва метрополітенів і тунелів в Україні» (у складі колективу; посмертно).

## Роботи

### Визначні
- ДБН В.2.3-7 — 2003 «Метрополітени» (у співавторстві). Держбуд України, К.: 2003
- «Расчет тоннельных обделок методом метропроекта с использованием ЕС ЭВМ»: [Учеб. пособие для спец. «Мосты и трансп. тоннели»] / Ю. Н. Айвазов, А. И. Горленко; М-во высш. и сред. спец. образования УССР, Учеб.-метод. каб. по высш. образованию, Киев. автомоб.-дор. ин-т им. 60-летия Великой Окт. соц. революции, 127,[1] с. ил. 20 см, Киев УМКВО 1988 (рос.)
- «Расчет тоннельных обделок, обжатых в породу»: (Учеб. пособие), 107 c. ил. 20 см, Киев КАДИ 1978 (рос.)
- Айвазов, Ю. Н. «Развитие методов статического расчета многошарнирных тоннельных обделок»: автореферат / Ю. Н. Айвазов. — Киев, 1967. — 26 с. (рос.)
- Айвазов Ю. Н. «Взаимодействие породного массива с обделкой» //Метрострой. — 1983. — № 6. — 15—17. (рос.)
- Айвазов Ю. Н., Кривошлык А. И. «О влиянии продвижения забоя наперемещения контура круговой протяженной выработки» // Тоннели и метрополитены. — Д.: ЛИИЖТ, 1982. — вып.711. — 63—70. (рос.)
- «Прикладная теория квазистатического взаимодействия обделок подземных сооружений с массивом горных пород»: автореферат дис. д-ра техн. наук : 05.23.15 / Ю. Н. Айвазов; М. — , 1983. — 45 с. — (в пер.) (рос.)

### Навчальні
- «Проектування метрополітенів»: [Навч. посіб. для студ. за спец. 7.092106 «Мости і трансп. тунелі»]: У 3 ч. / Юрій Миколайович Айвазов; Нац. трансп. ун-т . — К. : НТУ, 2006.
- «Проектування метрополітенів» Ч.1. К.: НТУ. 2007. — 158 с.
- «Проектування метрополітенів» Ч.2. — 2009. — 214 с.: іл. — Бібліогр.: с. 211.
- «Вишукування і проектування гірських транспортних тунелів» Ч.1. К.: НТУ. 2005. — 188 с.
- «Вишукування і проектування гірських транспортних тунелів» Ч.2. — 2008. — 230 с.: іл. — Бібліогр.: с. 226—227.

### Наукові публікації
- Контактна задача для багатошарнірних оправ транспортних тунелів. — Зб. Автомобільні дороги і дорожнє будівництво. Вип.64., К.: 2002, 9с.